# カンパンドレ＝ヴァルコングラン
カンパンドレ＝ヴァルコングラン（仏: Campandré-Valcongrain）は、フランスのノルマンディー地域圏、カルヴァドス県に属するかつてのコミューン。
2007年時点で111人が暮らしており、住民はカンパンドレアン（Campandréens）と呼ばれる。

## 地理
カーンから南西に28km、小郡中心地のヴィレー＝ボカージュから南南東に12kmほど行った県南部の丘陵地に位置する。中心街は大きくなく、道沿いに家屋が点在するいわゆる散居村である。一帯は田園地帯であるが、北には小さな山地が連なっている。その山地を挟んで北にD6、南にはD54の幹線道路が通る。北東でアマール、南西でル・プレシ＝グリムー、北西でルカンの各コミューンと接する。

## 行政
- 首長 - ジャン＝ピエール・プランケット（Jean-Pierre Planquette、無所属、1984年から） 農夫

## 人口の推移[1]
| 1962年 | 1968年 | 1975年 | 1982年 | 1990年 | 1999年 | 2007年 |
| ------ | ------ | ------ | ------ | ------ | ------ | ------ |
| 108    | 111    | 98     | 98     | 80     | 87     | 111    |